# Oidiphorus mcallisteri
Oidiphorus mcallisteri är en fiskart som beskrevs av Anderson, 1988. Oidiphorus mcallisteri ingår i släktet Oidiphorus och familjen tånglakefiskar. Inga underarter finns listade i Catalogue of Life.